# Коморська мова
Коморська мова (Shikomori чи Shimasiwa, «мова островів») — назва, якою послуговуються для позначення групи із чотирьох діалектів із мовної сім'ї банту, якими розмовляють на Коморських островах, архіпелазі на південному заході Індійського океану, між Мозамбіком і Мадагаскаром. Це одна із офіційних мов Союзу Коморських Островів. 
Шімаоре, один із діалектів, розповсюджений на спірному острові Майотта, департаменті Франції, на який претендують Комори. Як і суахілі, коморська відноситься до мов сабакі, які є частиною сім’ї банту. Усі чотири острови мають свої діалекти, які поділені на дві групи: східна група складається з шіндзуані (острів Ндзуані) і шімаоре (Майотта), західна — з шімвалі (Мвалі) і шінджазінджа (Нджазінджа). Хоча діалекти із різних груп не є взаємозрозумілими, оскільки поділяють лише до 80% лексики, діалекти із однієї групи значно ближчі одне до одного. Це дає підставу класифікувати коморську мову як дві окремі, а не групу із чотирьох діалектів чи мов.
Історично, для запису мови використовувалась аджамі — модифікована арабиця. Французька колоніальна адміністрація запровадила на островах латинський алфавіт, допрацьована версія якого була затверджена в 2009. Багато коморців зараз використовують латиницю, проте аджамі також широко розповсюджена, особливо серед жінок.

## Фонологія

### Голосні
|          | Передні | Задні |
| -------- | ------- | ----- |
| Закриті  | i ĩ     | u ũ   |
| Середні  | e       | o     |
| Відкриті | a ã     | a ã   |

### Приголосні
|              |                 | Губно- губні | Губно- зубні | Зубні | Ясенні | Піднебінно- ясенні | Ретро- флексні | Середньо- піднебінні | М'яко- піднебінні | Гортанні |
| ------------ | --------------- | ------------ | ------------ | ----- | ------ | ------------------ | -------------- | -------------------- | ----------------- | -------- |
| Проривні     | глухі           | p            |              |       | t      |                    | ʈ              |                      | k                 |          |
| Проривні     | дзвінкі         | (b)          |              |       | (d)    |                    | ɖ              |                      | g                 |          |
| Проривні     | імплозивні      | ɓ            |              |       | ɗ      |                    |                |                      |                   |          |
| Проривні     | гл. преносові   | ᵐp           |              |       | ⁿt     |                    | ᶯʈ             |                      | ᵑk                |          |
| Проривні     | дз. преносові   | (ᵐb)         |              |       | (ⁿd)   |                    | ᶯɖ             |                      | ᵑɡ                |          |
| Проривні     | імпл. преносові | ᵐɓ           |              |       | ⁿɗ     |                    |                |                      |                   |          |
| Африкати     | глухі           |              |              |       | t͡s     | t͡ʃ                 |                |                      |                   |          |
| Африкати     | дзвінкі         |              |              |       | d͡z     | d͡ʒ                 |                |                      |                   |          |
| Африкати     | гл. преносові   |              |              |       | ⁿt͡s    | ⁿt͡ʃ                |                |                      |                   |          |
| Африкати     | дз. преносові   |              |              |       | ⁿd͡z    | ⁿd͡ʒ                |                |                      |                   |          |
| Фрикативні   | глухі           |              | f            | θ     | s      | ʃ                  |                |                      | x                 | h        |
| Фрикативні   | дзвінкі         | β            | v            | ð     | z      | ʒ                  |                |                      | ɣ                 |          |
| Носові       | Носові          | m            |              |       | n      |                    |                | ɲ                    |                   |          |
| Апроксиманти | Апроксиманти    | w            |              |       | l      |                    |                | j                    |                   |          |
| Дрижачі      | Дрижачі         |              |              |       | r      |                    |                |                      |                   |          |